# Anomiopus sulcaticollis
Anomiopus sulcaticollis là một loài bọ cánh cứng trong họ Bọ hung (Scarabaeidae).